# Śpiglówka
Śpiglówka (niem.: Spiegelowken, 1938–1945 Spiegelswalde) – wieś w Polsce położona w województwie warmińsko-mazurskim, w powiecie kętrzyńskim, w gminie Reszel.
W latach 1975–1998 miejscowość administracyjnie należała do województwa olsztyńskiego.

## Historia
Nazwa wsi w XVIII w. Spiegelowken. Przy skrzyżowaniu drogi biegnącej ze Śpiglówki do Świętej Lipki, z drogą od Widryn i z drogą od Gizewa w XVIII w. znajdowała się karczma.